# Que sera mi vida (If you should go)
"Que sera mi vida (If you should go)", vaak ook als alleen "Que sera mi vida" aangeduid, is een nummer van het Franse muziektrio Gibson Brothers uit 1979.
Het nummer bevat een mengeling van disco en Salsa. Ondanks de Spaanstalige titel is het lied grotendeels Engelstalig. Het is afkomstig van het vierde album van de groep, Cuba, uit 1979.

## Achtergrond
De single werd in verschillende landen door verschillende platenlabels uitgebracht. Elk label maakte een andere keuze voor de B-kant. In Nederland en België werd de single door CNR uitgebracht met "West Indies" als B-kant. 
In Nederland was de plaat op vrijdagavond 19 januari 1979 Veronica Alarmschijf in haar op dat moment één uur zendtijd op Hilversum 3 en werd een grote hit in de destijds drie landelijke hitlijsten op de nationale publieke popzender. De plaat bereikte de 3e positie in zowel de Nederlandse Top 40 als de TROS Top 50 en de nummer 1-positie in de Nationale Hitparade. In de Europese hitlijst op Hilversum 3, de TROS Europarade, werd de 2e positie bereikt.
In België bereikte de plaat de nummer 1-positie in zowel de voorloper van de Vlaamse Ultratop 50 als de Vlaamse Radio 2 Top 30. In Wallonië werd géén notering behaald.  
De top 10 werd ook gehaald in het Verenigd Koninkrijk, West-Duitsland, Zwitserland, Oostenrijk, Denemarken, Israël, Zweden en Australië. Het leverde de groep in Nederland een gouden plaat op.
In de sinds december 1999 jaarlijks uitgezonden NPO Radio 2 Top 2000 van de Nederlandse publieke radiozender NPO Radio 2, stond de plaat uitsluitend in 1999 genoteerd op een 1635e positie.

## NPO Radio 2 Top 2000
Que Sera Mi Vida stond alleen in 1999 in de NPO Radio 2 Top 2000, op plek 1635.